# Прийняття пропозиції, обіцянки або одержання неправомірної вигоди
Прийняття пропозиції, обіцянки або одержання неправомірної вигоди (раніше — Одержання хабара, інакше пасивне хабарництво) — злочин у сфері службової діяльності, що полягає у прийнятті пропозиції, обіцянки або одержання службовою особою неправомірної вигоди, а так само у проханні надати таку вигоду для себе чи третьої особи за вчинення чи невчинення будь-якої дії з використанням наданої службовій особі влади чи службового становища.
Відповідальність за вчинення злочину за українським законодавством передбачена статтею 368 Кримінального кодексу України 2001 року.
Протягом 2016 року українські суди винесли 381 вирок за статтею 368 КК. Зазвичай, вироки стосуються службовців найнижчої ланки; найбільш поширене покарання — штраф.

## Характеристика злочину
Безпосереднім об'єктом цього злочину є суспільні відносини, що забезпечують правильну (належну) діяльність органів державної влади, органів місцевого самоврядування, державних чи комунальних підприємств, установ чи організацій, а також їх службових осіб.
Предметом злочину є неправомірна вигода. Це поняття замінило собою більш вузьке поняття «хабар», під яким розумілися блага виключно майнового характеру. Під неправомірною вигодою розуміють грошові кошти або інше майно, переваги, пільги, послуги, нематеріальні активи, будь-які інші вигоди нематеріального чи негрошового характеру, які пропонують, обіцяють, надають або одержують без законних на те підстав.
Об'єктивна сторона злочину передбачає такі альтернативні дії службової особи:
- прийняття пропозиції неправомірної вигоди;
- прийняття обіцянки такої вигоди;
- одержання неправомірної вигоди;
- прохання надати таку вигоду.

Ці дії можуть бути вчинені як в інтересах того, хто пропонує, обіцяє чи надає неправомірну вигоду, так і в інтересах третьої особи. Вони пов'язані зі вчиненням чи невчиненням службовою особою будь-якої дії з використанням наданої їй влади чи службового становища.
Якщо неправомірна вигода одержана до вчинення дій, то це хабар-підкуп, а якщо після — це хабар-винагорода.
Суб'єкт злочину — спеціальний, а саме службова особа.
Службовими особами за КК України є особи, які постійно, тимчасово чи за спеціальним повноваженням здійснюють функції представників влади чи місцевого самоврядування, а також обіймають постійно чи тимчасово в органах державної влади, органах місцевого самоврядування, на державних чи комунальних підприємствах, в установах чи організаціях посади, пов'язані з виконанням організаційно-розпорядчих чи адміністративно-господарських функцій, або виконують такі функції за спеціальним повноваженням, яким особа наділяється повноважним органом, судом або законом.
Службовими особами також визнаються посадові особи іноземних держав, а також іноземні третейські судді, члени міжнародних парламентських асамблей, учасником яких є Україна, та судді і посадові особи міжнародних судів.
Суб'єктивна сторона злочину характеризується прямим умислом і корисливим мотивом.

## Покарання
За вчинення некваліфікованого злочину, передбаченого ч. 1 ст. 368, передбачена відповідальність у вигляді штрафу, або арешту, або позбавлення волі до чотирьох років, з позбавленням права обіймати посади до трьох років.
Кваліфікуючими (обтяжуючими) ознаками є:
- значний розмір вигоди[12] — позбавлення волі до шести років;
- вигода у великому розмірі[13], або вчинення службовою особою, яка займає відповідальне становище, або за попередньою змовою групою осіб, або повторно, або поєднане з вимаганням — позбавлення волі до десяти років з конфіскацією майна;
- вигода в особливо великому розмірі[14], або вчинення службовою особою, яка займає особливо відповідальне становище — позбавлення волі до дванадцяти років з конфіскацією майна.